# Tina Roma
Ana Cristina Roma Gonçalves (Rio de Janeiro, 15 de outubro de 1970), mais conhecida como Tina Roma, é uma radialista, apresentadora e jornalista brasileira.

## Carreira
Em 1985 iniciou a carreira como vocalista da banda Requinte Vulgar e, ainda adolescente, começou a se interessar pelo trabalho na rádio. Em 1986, logo no primeiro ano de faculdade, começou a procurar estágio e acabou conquistando uma vaga na Transamérica Brasília. Em 1988 passou também a comandar o programa Realce, na TV Capital de Goiânia. Em 1990 foi convidada para se mudar para São Paulo e assumir a programação nacional da Rede Transamérica, passando a apresentar o programa Estúdio ao Vivo Transamérica, sendo que no ano seguinte foi a primeira locutora a ter um programa transmitido via satélite, durante sua entrevista com a cantora Lisa Stansfield. Em 1992, em paralelo, assina com a Band e passa a ser narradora do VideoMix, que mostrava vídeos cômicos, além de ser a apresentadora das três noites da quarta edição do festival musical Hollywood Rock. Em 1995 assina com a Jovem Pan FM e passa a apresentar aos sábados o Hit Parade Brasil, com as canções mais pedidas da semana, e diariamente o jornalístico Conexão Jovem Pan, nas manhãs, onde ficaria por vinte anos.
Em 1997 se torna narradora do Tempo de Alegria, no SBT, por dois anos, e em 2005 do A Casa É Sua, além de fazer os comerciais da empresa de televisão a cabo DirecTV. Em 2007 assina com a Rede Record e integra o time de apresentadores do Domingo Espetacular, além de fazer a narração do reality show Simple Life: Mudando de Vida. No mesmo ano começa a apresentar o Zapping, na Record News, onde ficaria por seis anos. Em 2008 deixa o Domingo Espetacular por estar atrelada a muitos projetos simultâneos. Em 2010 assume o comando do Tudo a Ver, ficando até o final de 2013. Em 9 de fevereiro de 2015 deixa a Jovem Pan FM para se mudar para os Estados Unidos, permanecendo no Domingo Espetacular como correspondente internacional. Além disso passa a apresentar o programa Conexão Flórida, na Record News, com noticias do estado americano. Em 2019 também se torna narradora das vinhetas da Nativa FM.

## Vida pessoal
Em 1986 passou no vestibular para Publicidade e Propaganda pela Universidade de Brasília (UNB), cursando Jornalismo logo depois. Em 2006 se casou com o engenheiro Gustavo Batalha. Em 2009 dá a luz à sua primeira filha, Giovana..  Em fevereiro de 2015 se muda para Miami, nos Estados Unidos, aproveitando a proposta de emprego que seu marido recebeu no país para se mudar junto com ele, alegando que pretendia dar uma qualidade de vida melhor para sua filha longe da violência.

## Rádio
| Ano           | Título                       | Cargo         | Nota               |
| ------------- | ---------------------------- | ------------- | ------------------ |
| 1986–90       | Estúdio Brasília             | Apresentadora | Rádio Transamérica |
| 1990–95       | Estúdio ao Vivo Transamérica | Apresentadora | Rádio Transamérica |
| 1995–15       | Hit Parade Brasil            | Apresentadora | Jovem Pan FM       |
| 1995–15       | Conexão Jovem Pan            | Apresentadora | Jovem Pan FM       |
| 2019–presente | Narradora                    | Narradora     | Nativa FM          |

## Filmografia

### Televisão
| Ano     | Título              | Cargo          | Emissora          |
| ------- | ------------------- | -------------- | ----------------- |
| 1988–89 | Realce              | Apresentadora  | TV Capital        |
| 1992–93 | VideoMix            | Narradora      | Rede Bandeirantes |
| 1997–99 | Tempo de Alegria    | Narradora      | SBT               |
| 2005    | A Casa É Sua        | Narradora      | RedeTV!           |
| 2007    | Simple Life         | Narradora      | RecordTV          |
| 2007–11 | Zapping             | Apresentadora  | Record News       |
| 2007–15 | Domingo Espetacular | Repórter       | RecordTV          |
| 2015–19 | Domingo Espetacular | Correspondente | RecordTV          |
| 2010–13 | Tudo a Ver          | Apresentadora  | RecordTV          |
| 2015–17 | Conexão Flórida     | Apresentadora  | Record News       |

### Internet
| Ano  | Título    | Cargo         | Notas          |
| ---- | --------- | ------------- | -------------- |
| 2004 | Top 10    | Apresentadora | Portal Vírgula |
| 2019 | Dr. Morte | Narradora     | Podcast        |